# Жиба, Темур Сурентович
Темур Сурентович Жиба (22 августа 1959, Джгерда, Абхазская АССР — январь 1997) — советский футболист, защитник. Мастер спорта СССР.

## Биография
Воспитанник футбольной школы ДЮСШ г. Очамчира, первый тренер Д. Какубава.
В 1978—1981 годах играл в команде второй лиги «Динамо» Сухуми.
В 1982 году в составе «Торпедо» Кутаиси сыграл 25 матчей в высшей лиге.
В следующем году провёл 22 матча в чемпионате за «Динамо» Тбилиси, в начале сезона-1984 вернулся в «Динамо» Сухуми. В 1985 году был в составе дубля «Торпедо» Кутаиси. Выступал за «Амирани» Очамчира.
Скончался в январе 1997 года после продолжительной болезни.
В Сухуме стал проводиться международный детский турнир по футболу памяти Темура Жиба.